# Chlorophoneus olivaceus
Chlorophoneus olivaceus е вид птица от семейство Malaconotidae.

## Разпространение
Видът е разпространен в Зимбабве, Малави, Мозамбик, Свазиленд и Южна Африка.